# جیمز منگولد
جیمز آلن منگولد (انگلیسی: James Allen Mangold؛ زادهٔ ۱۶ دسامبر ۱۹۶۳) کارگردان، تهیه‌کننده و فیلم‌نامه‌نویس آمریکایی است. از آثار مهمش می‌توان به سرزمین پلیس (۱۹۹۷)، دختر، ازهم‌گسیخته (۱۹۹۹)، سربه‌راه باش (۲۰۰۵)، ولورین (۲۰۱۳) و لوگان (۲۰۱۷) اشاره کرد. او برای لوگان نامزد دریافت جایزهٔ اسکار بهترین فیلم‌نامه اقتباسی شد. او در سال ۲۰۱۹ کارگردانی و تهیه‌کنندگی فیلم فورد در برابر فراری را بر عهده داشت که برایش نامزد دریافت جایزهٔ اسکار بهترین فیلم شد.
او در سال ۱۹۶۳ در نیویورک و در یک خانواده هنری متولد شد. پدرش رابرت منگولد هنرمند حرفه ساده‌گرایی و مادرش سیلویا منگولد نقاش بود. او در دبیرستان واشینگتن ویل که در روستایی در نیویورک واقع شده‌است تحصیل کرد سپس به انستیتو هنر کالیفرنیا رفت و در آنجا تحصیلات خود را ادامه داد. منگولد در سال ۱۹۸۵ میلادی وارد شرکت والت دیزنی شد و در آنجا فیلم نامه انیمیشن الیور و دوستان به همراه دو نفر دیگر نوشت. او پس چند سال فعالیت در دیزنی وارد دانشگاه کلمبیا شد و تحصیلات سینمایی خود را در این دانشگاه تکمیل‌کرد.
جیمز منگولد فیلم‌هایش را در ژانرهای متفاوتی می‌سازد. تهیه‌کنندگی هفت فیلمش را، بین سال‌های ۱۹۹۷ و ۲۰۱۰، همسرش یعنی کتی کانرد بر عهده داشت.

## فیلم‌شناسی

### فیلم
| سال  | عنوان                         | کارگردان | تهیه‌کننده | نویسنده | توضیحات |
| ---- | ----------------------------- | -------- | --------- | ------- | --- |
| ۱۹۸۸ | الیور و دوستان                | نه       | نه        | آری     | |
| ۱۹۹۵ | سخت                           | آری      | نه        | آری     | |
| ۱۹۹۷ | سرزمین پلیس                   | آری      | نه        | آری     | |
| ۱۹۹۹ | دختر، ازهم‌گسیخته              | آری      | نه        | آری     | |
| ۲۰۰۱ | لیفت                          | نه       | اجرایی    | نه      | |
| ۲۰۰۱ | کیت و لئوپولد                 | آری      | نه        | آری     | |
| ۲۰۰۳ | هویت                          | آری      | نه        | آری     | |
| ۲۰۰۵ | سربه‌راه باش                   | آری      | نه        | آری     | ۱۰ فیلم برتر هیئت ملی بازبینی فیلم |
| ۲۰۰۷ | ۳:۱۰ به یوما                  | آری      | نه        | نه      | |
| ۲۰۱۰ | شوالیه و روز                  | آری      | نه        | نه      | |
| ۲۰۱۳ | ولورین                        | آری      | نه        | نه      | |
| ۲۰۱۷ | لوگان                         | آری      | اجرایی    | آری     | ۱۰ فیلم برتر هیئت ملی بازبینی فیلم نامزد– جایزه اسکار بهترین فیلم‌نامه اقتباسی نامزد– Writers Guild of America Award for Best Adapted Screenplay |
| ۲۰۱۷ | بزرگ‌ترین شومن                 | نه       | اجرایی    | نه      | |
| ۲۰۱۹ | فورد در برابر فراری           | آری      | آری       | نه      | ۱۰ فیلم برتر هیئت ملی بازبینی فیلم نامزد– جایزه اسکار بهترین فیلم نامزد– جایزه انجمن تهیه‌کنندگان آمریکا برای بهترین فیلم                        |
| ۲۰۲۰ | آوای وحش                      | نه       | آری       | نه      | |
| ۲۰۲۳ | ایندیانا جونز و گردانه سرنوشت | آری      | نه        | آری     | فیلم‌برداری |
| ۲۰۲۴ | یک ناشناخته کامل              | آری      | آری       | آری     | [ ۴ ] [ ۵ ] |